# 杉原睦
杉原 睦（すぎはら むつみ、3月13日 - ）は、日本の女性声優。神奈川県相模原市出身。かつては劇団芸協、青二プロダクションに所属していた。

## 人物
特技はソフトボール。資格は中型自動二輪免許、普通自動車免許。

## 出演作品

### テレビアニメ
- 美少女戦士セーラームーンセーラースターズ（1996年、ファン）
- 名探偵コナン（2003年、看護師B）
- サムライガン（2004年、タキ）
- CLANNAD -クラナド-（2007年、ことみの母）

### ドラマCD
- Kanon〜カノン〜（2000年、香里の母）

### 吹き替え
- 新スーパーマン
- フリッパー

### ボイスオーバー
- テレコンワールド

### ラジオ
- むさしのFM（パーソナリティ）

### ラジオCM
- ナレーション多数

### 舞台
- おふくろ
- 堕胎医
- 並木通りの本屋の女

### その他コンテンツ
- 江戸東京楽市 歴史探検まつり